# VMware Fusion
VMware Fusion è un software, sviluppato dalla VMware Inc., che emula una macchina virtuale su computer Apple Macintosh dotati di processori x86. Il programma, il primo sviluppato per il mercato Apple Macintosh, implementa la virtualizzazione, l'emulazione e la ricompilazione dinamica, ed è nato per permettere l'installazione virtualizzata di sistemi operativi Microsoft Windows, Linux, Solaris, MS-DOS, FreeBSD,  ecc. 
Utilizza la tecnologia di virtualizzazione Intel Vanderpool integrata nei processori basati sull'architettura Intel Core e integra molte tecnologie. VMware, difatti, fin dalle prime versioni beta forniva caratteristiche avanzate come l'SMP o la gestione a 64 bit. La prima versione definitiva è stata distribuita il 6 agosto 2007, esattamente un anno dopo l'annuncio dello sviluppo del prodotto.
A seguito dell'acquisizione della VMware Inc. da parte della Broadcom nell'ottobre 2023, il software VMware Fusion Pro è diventato completamente gratuito per uso personale, mentre per uso professionale è stato attivato un abbonamento annuale e rimossa la licenza perpetua.

## Descrizione

### Requisiti di sistema
- Un computer Macintosh basato su processori Intel;
- 2 GB di RAM (Fusion 4.x e successivi)[5];
- 750 MB di memoria di disco rigido (Fusion 4.x e successivi);
- Almeno 5 GB di memoria su disco rigido per ogni sistema operativo emulato;
- Mac OS X 10.6.7 o successivo (Fusion 4.x e 5.x); Mac OS X 10.7 o successivo (Fusion 6.x).

### Caratteristiche
Unity view crea un ambiente unito per l'esecuzione dei programmi Windows e macOS. La modalità nasconde i menu Start di Windows e la barra delle applicazioni. Le applicazioni vengono avviate direttamente dal Dock del Mac OS X. I file possono essere spostati con operazioni di drag and drop e i programmi Windows vengono abilitati per la gestione del copia e incolla con le scorciatoie del Mac OS X. La modalità è compatibile con Mission Control.
Il programma gestisce le reti wireless in modalità NAT o bridged. Viene gestita l'accelerazione tridimensionale delle schede grafiche DirectX 8.1 grazie alla ricompilazione dinamica in istruzioni OpenGL. Questo permette l'utilizzo di alcuni videogiochi tramite l'ambiente emulato. Fusion permette di utilizzare più CPU nel caso il computer ne sia dotato. Il programma permette l'accesso fisico a dispositivi come masterizzatori CD e DVD, stampanti e dispositivi USB come videocamere, iPod, dischi esterni e altro. VMware permette di indirizzare la memoria a 64 bit in modo da gestire più di 2 GB di RAM a differenza degli altri emulatori.
Fusion è in grado di eseguire applicazioni a 32 e 64 bit nella macchina emulata., incluso il nuovo sistema operativo Apple OS X Mavericks. VMware dichiara il supporto di più di 60 diversi sistemi operativi. Il programma è in grado di riconoscere le partizione utilizzata da Assistente Boot Camp e quindi di eseguire Windows senza la necessità di creare l'ulteriore partizione. VMware ha incluso nel programma la possibilità di creare delle immagini dei sistemi operativi emulati in modo da poter ritornare a una precedente immagine in caso di problemi durante l'esecuzione. VMware ha sviluppato un'interfaccia grafica coerente con quella degli altri suoi prodotti in modo da rendere semplice il passaggio tra i vari prodotti della società.
La beta 1.1 del programma ha incluso il supporto delle DirectX 9.0, questo dovrebbe permettere l'utilizzo di molti videogiochi, ma il mancato supporto degli effetti shader riduce comunque la compatibilità dato che molti videogiochi richiedono gli effetti shader abilitati per poter essere eseguiti.